# Jnanpith-díj
A Gjánpíth-díj (dévanágari: ज्ञानपीठ पुरस्कार; angol: Jnanpith Award) egy irodalmi díj Indiában. A Sahitya Akademi Fellowship (Sahitya Akadémia Ösztöndíj), mellett ez az egyik legrangosabb irodalmi elismerés a kontinensnyi méretű országban. A díjat a Dzsnyanapith alapítvány adományozza, melyet a Sahu Jain család alapított, akik a „The Times of India” elnevezésű újság kiadói is.

## A díj
A díjat 500 000 rúpia, egy dísztábla és a hinduk egyik istenét ábrázoló bronz szobor (Vagdevi, a bölcsesség, a művészetek és a zene istennője) alkotják. e
A díjat 1961-ben hozták szervezett formába, hogy az első díjat hivatalosan megkaphassa 1965-ben a malayalami író, G. Sankara Kurup. A díjra minden indiai állampolgár jogosult, aki India bármelyik hivatalos nyelvén írja művét. (India hivatalos nyelvei)
1982-t megelőzően a díjat egyetlen irodalmi műért adományozták, azóta viszont életpályáért szokták kiosztani, amivel a szerző hozzájárult az indiai irodalomhoz. A díjazottak számát tekintve Uttar Prades állam irodalma a legelismertebb, ahonnan 6 Hindi és 3 Urdu szerző kapta meg az elismerést. Kannada nyelvű írók kaptak legtöbbször (7-szer) Jnanpith díjat. A díj az utóbbi években elmaradozni látszik, mivel a legutolsó 2004-es díjat is csak 2006-ban adták át.
Nevét a szanszkrit jnāna-pīṭha = "ismeret-ülés".

## Díjazottak
(Év – Név – Mű – Nyelv)
- 1965 – G Sankara Kurup – Odakkuzhal – Malayalam
- 1966 – Tarashankar Bandopadhyaya – Ganadevta – Bengáli
- 1967 – Dr. K.V. Puttappa – Sri Ramayana Darshanam – Kannada
- 1967 – Umashankar Joshi – Nishitha – Gujarati
- 1968 – Sumitranandan Pant – Chidambara – Hindi
- 1969 – Firaq Gorakhpuri – Gul-e-Naghma – Urdu
- 1970 – Viswanatha Satyanarayana – Ramayana Kalpavrikshamu – Telugu
- 1971 – Bishnu Dey – Smriti Satta Bhavishyat – Bengáli
- 1972 – Ramdhari Singh 'Dinkar' – Urvashi – Hindi
- 1973 – Dattatreya Ramachandra Bendre – Nakutanti – Kannada
- 1973 – Gopinath Mohanty – Mattimatal – Oriya
- 1974 – Vishnu Sakharam Khandekar – Yayati – Marati
- 1975 – P.V.Akilandam – Chitttrappavai – Tamil
- 1976 – Asha Purna Devi – Pratham Pratisruti – Bengáli
- 1977 – K.Shivaram Karanth – Mookajjiya Kanasugalu – Kannada
- 1978 – Sachchidananda Hirananda Vatsyayan – Kitni Navon Men Kitni Bar – Hindi
- 1979 – Birendra Kumar Bhattacharya – Mrityunjay (Immortal) – Asszamézi
- 1980 – S. K. Pottekkatt – Oru Desattinte Katha – Malayalam
- 1981 – Amrita Pritam – Kagaj te Canvas – Pundzsabi
- 1982 – Mahadevi Varma – Yama-Hindi
- 1983 – Maasti Venkatesh Ayengar – Chikkaveera Rajendra – Kannada
- 1984 – Thakazhi Sivasankara Pillai – Malayalam
- 1985 – Pannalal Patel – Gujarati
- 1986 – Sachidanand Rout Roy – Oriya
- 1987 – Vishnu Vaman Shirwadkar – Marati
- 1988 – Dr.C. Narayana Reddy – Telugu
- 1989 – Qurratulain Hyder – Urdu
- 1990 – V. K. Gokak – Bharatha Sindhu Rashmi – Kannada
- 1991 – Subhas Mukhopadhyay – Bengáli
- 1992 – Naresh Mehta – Hindi
- 1993 – Sitakant Mahapatra – Oriya
- 1994 – U.R. Ananthamurthy – Kannada
- 1995 – M. T. Vasudevan Nair – Malayalam
- 1996 – Mahasweta Devi – Bengáli
- 1997 – Ali Sardar Jafri – Urdu
- 1998 – Girish Karnad – Kannada
- 1999 – Nirmal Verma – Hindi
- 1999 – Gurdial Singh – Pundzsabi
- 2000 – Indira Goswami – Asszamézi
- 2001 – Rajendra Keshavlal Shah – Gujarati
- 2002 – D. Jayakanthan – Tamil
- 2003 – Vinda Karandikar – Marati
- 2004 – Rahman Rahi – Kasmíri[6]
- 2005 – Kunwar Narayan – Hindi
- 2006 – Ravindra Kelekar – Konkani & Satya Vrat Shastri – Szanszkrit
- 2007 – O. N. V. Kurup – Malayalam
- 2008 – Akhlaq Mohammed Khan (Shahryar) – Urdu
- 2009 – Amar Kant und Shrilal Shukla – Hindi
- 2010 – Chandrashekhara Kambara – Kannada
- 2011 – Pratibha Ray – Oriya
- 2012 – Ravuri Bharadhwaja – Telugu
- 2020 – Nilmani Phookan Jr – asszámi nyelv
- 2021 – Damodar Mauzo – konkáni nyelv[7]
- 2022 – Damodar Mauzo – Konkáni[8]

## Lásd még
- Irodalmi díjak listája
- Indiai irodalom

## Külső hivatkozások
- A Jnanpith-díj hivatalos oldala
- Díjazottak listája
- Díjazottak listája